# 대구월곡초등학교
대구월곡초등학교는 대한민국 대구광역시 달서구 상인동에 있는 공립 초등학교이다. 교목은 느티나무이고 교화는 목련이다.

## 역사
- 1992년 6월 20일 설립인가
- 1993년 9월 1일 대구월곡국민학교 개교(36학급 편성)
- 1993년 10월 22일 개교 기념 가을운동회 개최
- 1994년 9월 1일 상원국민학교 분리로 학생 930명 이관
- 1995년 6월 1일 컴퓨터실 설치(컴퓨터 41대)
- 1995년 9월 1일 TV 방송실 완성, 민속자료 전시대 설치(민속자료 80점)
- 1999년 3월 1일 병설유치원 개원
- 1999년 5월 8일 독거노인후원 결연식(상인동 비둘기아파트)
- 2006년 10월 24일 월곡도서관 새단장 개관식
- 2007년 8월 1일 유치원 종일반 개설
- 2013년 5월 10일 학생안전보호실(배움터 지킴이초소) 설치
- 2015년 7월 10일 음악실 개관식
- 2019년 2월 1일 강당(월곡관) 개관식
- 2020년 2월 12일 꿈다락 개관식
- 2021년 2월 10일 제28회 졸업식(졸업생 4,406명)
- 2022년 2월 15일 제29회 졸업식(졸업생 4,440명)
- 2026년 3월 1일 폐교 및 대구월촌초등학교 통폐합[1] (예정)

## 상징
- 교화 - 목련 : 목련과 식물로 이른 봄 잎보다 꽃이 먼저 피는 꽃으로 우아하고 순박함을 나타낸다. 월곡 어린이들도 목련처럼 우아하고 순박한 마음을 가지고 참되고 슬기롭게 명랑하게 자라는 어린이가 되길 바라는 마음이다.
- 교목 - 느티나무 : 화느릅나무과 식물로서 예로부터 마을 어귀에 심어 마을의 수호신이 되기도 했으며, 단단하고 질이 고우며 여름에는 시원한 그늘을 주는 매우 쓸모있는 나무이다. 월곡어린이들도 느티나무처럼 늠름한 기상으로 자라서, 다른 사람에게 도움을 줄 수 있는 훌륭한 사람으로 자라길 바라는 마음이다.

## 참고 자료
- 대구월곡초등학교 - 한국교육학술정보원 학교알리미